# Trimma haima
Trimma haima és una espècie de peix de la família dels gòbids i de l'ordre dels perciformes.

## Morfologia
- Els mascles poden assolir 1,7 cm de longitud total.[3][4]

## Hàbitat
És un peix marí de clima tropical que viu fins als 26 m de fondària.

## Distribució geogràfica
Es troba a Chagos, les Seychelles i Maurici.